# Bujanov
Bujanov település Csehországban, a Český Krumlov-i járásban. Bujanov Rožmitál na Šumavě, Dolní Dvořiště, Kaplice és Omlenice településekkel határos. Lakosainak száma 617 fő (2024. január 1.).

## Népesség
A település lakosságának változását az alábbi diagram mutatja:
| Lakosok száma | 850  | 812  | 797  | 401  | 590  | 577  | 553  | 563  | 577  | 617  |
|               | 1869 | 1890 | 1921 | 1950 | 1980 | 2001 | 2017 | 2019 | 2022 | 2024 |